# Nephodia irrorata
Nephodia irrorata är en fjärilsart som beskrevs av William Schaus 1912. Nephodia irrorata ingår i släktet Nephodia och familjen mätare. Inga underarter finns listade i Catalogue of Life.